# Barca di San Pietro

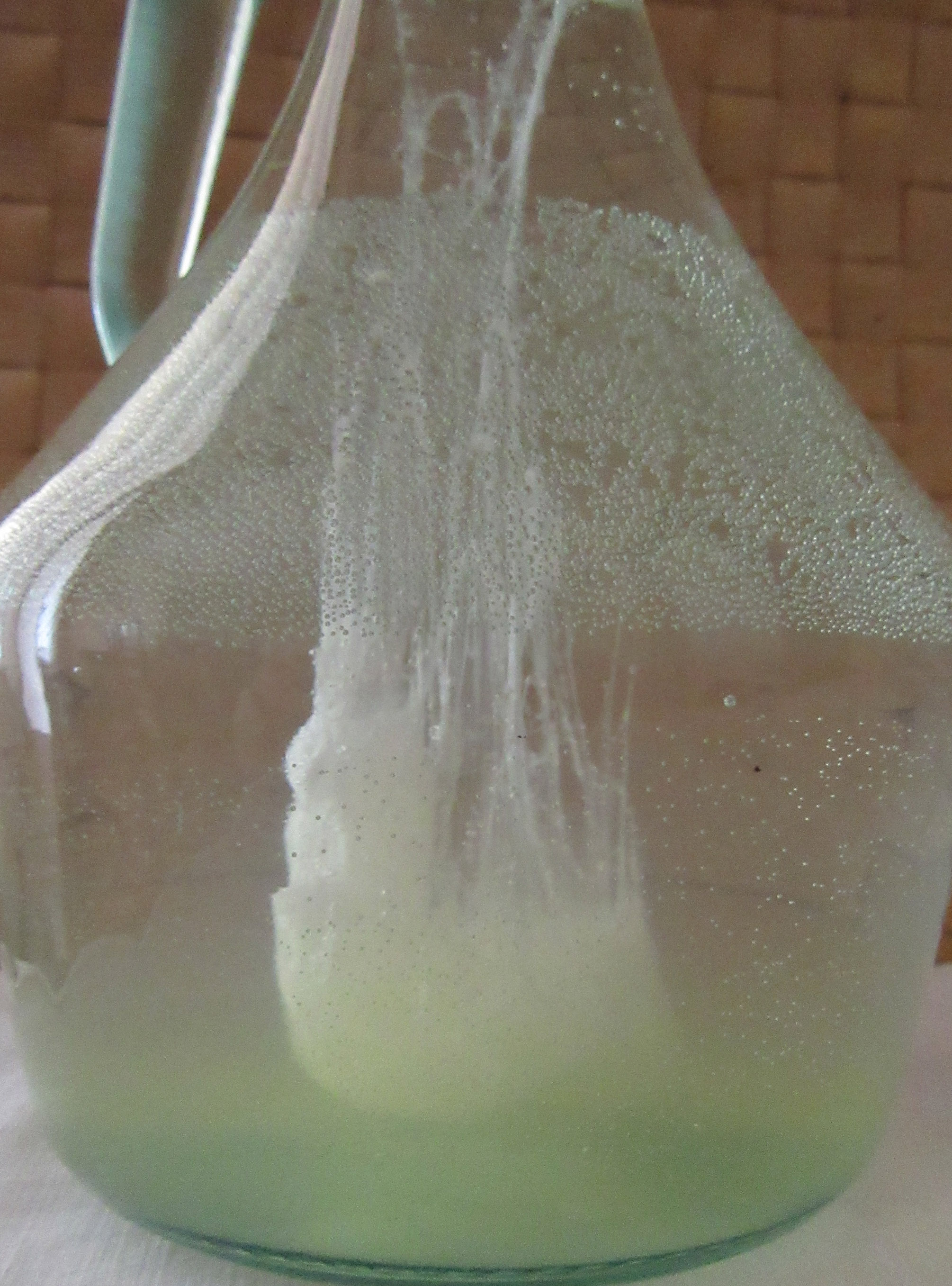
Esempio di barca di san Pietro

La barca di San Pietro, conosciuta anche come veliero di San Pietro, è una tradizione popolare rurale diffusa in tutta l'Italia settentrionale, in particolare in Friuli-Venezia Giulia, Veneto, Trentino, Lombardia, Emilia, Liguria e Piemonte. È diffusa inoltre in Salento e in alcune vallate e territori della Toscana nordoccidentale: Garfagnana e Valdilima (LU), Valleriana (PT) e Galciana (PO).
Consiste nell'usanza di porre, nella notte fra il 28 e il 29 giugno (solennità dei santi Pietro e Paolo), un contenitore di vetro riempito d'acqua su di un prato, un giardino o un davanzale esterno della finestra di casa, e nel far colare nell'acqua un albume d'uovo. In alcune tradizioni, il contenitore deve essere lasciato per tutta la notte all'aria aperta, per assorbire la rugiada.

Il mattino seguente si dovrebbero trovare nell'acqua delle strutture, formate dall'albume, che ricordano le vele di una barca a vela o un veliero. Secondo il folklore popolare, sarebbero prodotte da san Pietro, che soffiando nel contenitore di vetro farebbe assumere all'albume la giusta conformazione.
In Salento è uso prepararla in occasione della notte dell’Ascensione.
In considerazione di come apparivano le "vele", se molto ritte oppure chiuse, si poteva trarre buono o cattivo auspicio di come sarebbe stata l'annata agraria, oppure sul proprio destino. In Garfagnana e media valle del Serchio, negli anni dell'emigrazione, l'esito di questa pratica veniva interpretata anche come auspicio per il viaggio in mare di coloro che si apprestavano a partire per le Americhe.

## Storia
L’usanza è quella di riempire d’acqua una caraffa, un barattolo, un vaso o un contenitore simile di vetro trasparente (anticamente si usava un fiasco vuoto, di vetro trasparente e senza il rivestimento in paglia), per poi versarci il bianco dell’uovo (albume) e riporre il tutto fuori dalla finestra al chiaro di luna, oppure nel giardino o nell'orto, nella notte tra il 28 e il 29 giugno.

La credenza vuole che San Pietro apostolo – in origine un pescatore – vada a soffiare all’interno dei contenitori facendo apparire una barca, e dimostrando così la sua vicinanza ai fedeli.

La tradizione risalirebbe al culto di San Pietro apostolo, diffusosi nel nord Italia a partire dal VIII secolo circa grazie ai monaci cristiani benedettini. In alcune zone e in altre varianti, la stessa tradizione si diffuse anche per il 24 giugno, festa di san Giovanni Battista. La tradizione si fuse poi con gli eventi stagionali; il 29 giugno, oltre ad essere il giorno di San Pietro (e anche quello di san Paolo), coincide da sempre con un'alta attività di temporali, quindi attribuiti alla burrascosa vita dell'apostolo pescatore e di alcuni suoi episodi evangelici (come la tempesta sedata e la camminata sull'acqua). Addirittura, alcune leggende, mai confermate dai testi cristiani, attribuirono i temporali alla collera della madre di Pietro apostolo, che pare fosse finita all'inferno poiché cattiva.

L'antico sentimento popolare quindi, molto legato ai fenomeni atmosferici poiché determinanti per i raccolti agricoli o per la pesca, diede quindi luogo a questo curioso rito, che sa più di vaticinio che di devozione cristiana.
Si citino, a tal proposito, alcuni proverbi veneti che riguardano la festività dei Santi Pietro e Paolo.
È vero, è vero, è arrivato San Pietro.
È vero, è vero, è arrivata la barca di San Pietro.
Se piove a San Paolo e Pietro piove per un anno intero.
Se vuoi un bel cinquantino, semina prima di San Pierino.
(il "cinquantino" in questo caso è una varietà di mais).

## Fenomeno fisico
Il fenomeno è dovuto alle variazioni termiche tra il giorno e la notte, anche in relazione col suolo su cui è appoggiato il contenitore, tipiche del primo periodo estivo, che si presta bene a queste condizioni (purché nella giornata precedente la terra si sia ben scaldata), infatti può essere effettuato anche in altri giorni/notti di tal periodo.

Il freddo-umido della notte dovrebbe far variare leggermente la densità dell'albume che, da simile all'acqua, dovrebbe leggermente aumentare, cadendo quindi lentamente sul fondo del contenitore di vetro. Parimenti il fondo, a contatto col calore del suolo su cui poggia (calore immagazzinato durante le ore diurne del giorno prima), dovrebbe far risalire le molecole d'acqua verso l'alto, attraverso dei piccoli moti convettivi, e creando l'effetto delle vele di albume. A ciò, si dovrebbe aggiungere anche l'effetto delle prime ore del mattino: qui, l'albume dovrebbe riscaldarsi nuovamente, diminuendo così sensibilmente la sua densità e tentando quindi di risalire verso l'alto, "issando", per così dire, le "vele".

## Interpretazione dei segni[6]
Il nome “barca di San Pietro” deriva proprio dall’aspetto che l’albume assume nell’acqua: filamenti bianchi e brillanti che evocano l’immagine di una nave con le vele spiegate. Secondo la tradizione popolare, l’aspetto delle “vele” è indicativo del futuro:
- Vele aperte: Se i filamenti sono numerosi e ben definiti, si prevede un periodo di bel tempo e prosperità.
- Vele chiuse: Se i filamenti sono pochi e meno definiti, è probabile che ci siano piogge e maltempo all’orizzonte.